# London Trams
London Trams es el nombre comercial que recibe la red de tranvías operados por Transport for London en la ciudad inglesa de Londres, la cual administra la segunda generación de servicios de tranvía dentro de Londres, Reino Unido. Los sistemas de tranvías actuales y en planificación son:
- Tramlink, la cual opera un sistema de tres rutas en el área sur de Londres alrededor de Croydon. Se ha propuesto una extensión a la Estación de Crystal Palace.

- Cross River Tram es un nuevo sistema propuesto para el centro de Londres desde la Estación de King's Cross y Camden hasta Peckham y Brixton.

También se ha propuesto el denominado City Tram para la ciudad de Londres, que conectaría Battersea y Hackney a través de Elephant and Castle y la City, pero no aparece en ninguno de los planes de transporte de TfL.